# Финляндия (премия)
«Финляндия» (фин. Finlandia-palkinto, швед. Finlandiapriset) — крупнейшая премия Финляндии в области художественной литературы, вручаемая с 1984 года Книжным фондом Финляндии. Денежная часть премии составляла с 1984 года 100 тысяч финляндских марок (26 тысяч евро), а в 2008 году была индексирована до 30 тысяч евро.
По правилам конкурса к номинированию на соискание премии выдвигаются писатели, являющиеся гражданами Финляндии. Единственный прецедент выдвижения не гражданина страны произошёл в 2010 году, когда на соискание премии был выдвинут роман на финском языке «27 Eli kuolema tekee taiteilijan», написанный гражданкой Словакии Александрой Салмела.
Финский писатель Бу Карпелан длительное время был единственным, чьи романы удостаивались премии дважды (в 1993 и 2005 годах). Вторым писателем, который дважды получил эту премию, стал в 2018 году Олли Ялонен, а третьим Юкка Вийкиля в 2021 году.